# Hofanlage Medemstade 51
Die  Hofanlage Medemstade 51 in der niedersächsischen Gemeinde Ihlienworth (Samtgemeinde Land Hadeln) im Landkreis Cuxhaven stammt aus der Mitte des 19. Jahrhunderts. Aktuell (2024) wird sie wohl landwirtschaftlich genutzt.
Die Gebäude stehen unter Denkmalschutz (siehe auch Liste der Baudenkmale in Ihlienworth).

## Beschreibung
Die Hofanlage in der südlichen Strichsiedlung besteht aus
- dem eingeschossigen giebelständigen Wohn- und Wirtschaftsgebäude von 1856 (Inschrift) als Zweiständer-Hallenhaus in Fachwerk mit Steinausfachungen und im Wohnteil in Backstein, mit reetgedecktem Satteldach, im Giebeldreieck mit regionaltypischer Verbretterung und der Groote Door mit Segmentbogen,[2]
- und dem traufständigen Backhaus von um 1856/60 in Backstein mit  Satteldach und mit Fachwerk im Giebeldreieck.[3]

Das Landesdenkmalamt befand u. a.: „… typischen Bau der Mitte des 19. Jahrhunderts in Mischbauweise ….“